# Mount Norvegia
Mount Norvegia ist ein raumgreifender, vereister und 1340 m hoher Berg im ostantarktischen Enderbyland. Er ragt 10 km nördlich des Mount Christensen auf.
Luftaufnahmen der Australian National Antarctic Research Expeditions aus den Jahren 1956 und 1957 dienten seiner Kartierung. Namensgeber ist das Forschungsschiff Norvegia, das bei einer vom norwegischen Walfangunternehmer Lars Christensen finanzierten Expedition von Dezember 1929 bis Januar 1930 vor der Küste des Enderbylands operiert hatte.